# Бойко, Иван Николаевич
Ива́н Никола́евич Бо́йко (8 августа 1934 — 15 февраля 2013) — русский и советский писатель, редактор, корреспондент.

## Биография
Родился на хуторе Труболет Отрадненского района Северо-Кавказского, ныне Краснодарского края. Отец — переселенец с Амура, вначале жил в станице Удобной. Мать — с Украины. Детские годы прошли в Гулькевичском и Белореченском районах Краснодарского края.
Поступил в Харьковское танковое училище, по его окончании служил в Забайкалье.
Затем поступил на историко-филологический факультет Краснодарского педагогического института. Первый рассказ «Мост» был опубликован в газете «Советская Кубань». В 1961 году вышла первая книга рассказов «Разлад».
По окончании института работал в станице Отрадной редактором районного радио, затем работал корреспондентом, методистом в учреждениях культуры.
В 1969 году опубликована книга «Крестины».
Потом появились книги «Стук в калитку», «Успеть до заката», «Гора Казачья», «Праздник души», «Смотрю, слушаю…», «Дай мне, Родина, сил», «Родное».
Автор повестей «Продолжение родины», «Успеть до заката», «Крестины», «Бог», «Чистые люди», «Чёрт» («Все живут…»), «Дядя Петя», рассказов «Разлад», «Лёнька», «Гимн хате», «Мама», «Няня», «Снова утро», «Для приезжих», «Смотрю, слушаю», «Бабушка», «Поговорили», «Русская печка», «Время», «Попутчица», «Позёмка», «Середа», «Ночь метельная» и других. Их герои — Сугонякин, Липченок, Швец, Шемигон, Шаляпа и другие — переходят из произведения в произведение.
Когда по инициативе А. Н. Яковлева и Т. И. Заславской началась ликвидация так называемых «неперспективных деревень», написал повесть «Труболет», после чего его родной хутор Новоурупский, почти исчезнувший, начал заново строиться. Но хутору жизненно необходим был мост через Уруп. Тогда Бойко пишет повесть «Нужен мост». И мост был построен.
Произведения Ивана Бойко высоко ценили Леонид Леонов, Валентин Распутин, Михаил Алексеев, Семён Бабаевский.
Долгие годы собирал народные песни и частушки, опубликовал первые на Кубани сборники частушек «Отрадненские частушки, припевки, страдания», «Ставьте ушки на макушки — современные частушки», «Плясовые припевки Кубани», «Кубанские частушки, припевки, страдания, застольные песни».
Создатель и генеральный директор фольклорно-творческого центра Северного Кавказа «Отрада».
В знак протеста против выселения писателей из здания на улице Коммунаров встал на рельсы.
Выступил против переименования Краснодара в Екатеринодар.
Член Союза писателей России.
Скончался 15 февраля 2013 года на семьдесят девятом году жизни.

## Награды и почётные звания
- заслуженный работник культуры Кубани
- академик Кубанской народной академии

## Книги
- Гора казачья: Повести и рассказы. — М.: Современник, 1984. — 352 с. — 5000 экз.
- Дай мне, Родина, Сил! : Очерки. — Краснодар: Кн. изд-во, 1976. — 64 с. — (Дни нашей жизни). — 8000 экз.
- Крестины. Повести и рассказы / Илл. Р. А. Ломоносова. — Краснодар: Кн. изд-во, 1969. — 135 с. — 15 000 экз.
- Отрадненские частушки, припевки, страдания / Запись и подгот. текста к печати И. Н. Бойко; худ. М. В. Демочко. — Краснодар: Кн. изд-во, 1984. — 224 с. — 10 000 экз.
- Плясовые припевки Кубани / Запись и подгот. текста к печати И. Н. Бойко. — Краснодар: Фольклорно-творческий центр народов Северного Кавказа «Отрада», 1993. — 288 с. — 30 000 экз. — ISBN 5-88408-005-0.
- Праздник души. [Очерки. О жизни колхозной станицы]. — Краснодар: Кн. изд-во, 1975. — 111 с. — 15 000 экз.
- Разлад. — [Лёнька]. Рассказы. — Краснодар: Кн. изд-во, 1961. — 35 с. — 15 000 экз.
- Родное: Рассказы и повести / Худ. А. И. Ременник. — М.: Советская Россия, 1989. — 238 с. — 50 000 экз. — ISBN 5-268-00792-0.
- Смотрю, слушаю… : Повесть, рассказы. — Краснодар: Кн. изд-во, 1978. — 240 с. — 30 000 экз.
- Стук в калитку. Кубанские повести. — М.: Современник, 1977. — 286 с. — (Новинки «Современника»).
- Успеть до заката: Повести / Худ. Т. В. Бирюкова. — Краснодар: Кн. изд-во, 1982. — 352 с. — 30 000 экз.
- Хутор Труболет. Повести. — М.: Современник, 1973. — 199 с. — (Новинки «Современника»). — 50 000 экз.